# Christian Geissler
Christian Geissler (* 25. Dezember 1928 in Hamburg; † 26. August 2008 ebenda) war ein deutscher Schriftsteller.

## Leben
Christian Geisslers Vater war ein Hamburger Bauunternehmer und überzeugtes Mitglied der NSDAP (Ortsgruppenleiter). Seine Mutter Marie Kurella-Geissler stammte aus Polen. Über seine Mutter sagte er einmal, sie sei Antifaschistin aus Wissen und Instinkt gewesen. Aus diesen Erfahrungen speiste sich seine Grundhaltung eines radikalen Antifaschisten. Zusammen mit seiner Schwester Brigitta (1927–1997) wuchs er in Hamburg auf. Er nahm 1944/45 als Flakhelfer am Zweiten Weltkrieg teil. Nach dem Abitur begann er 1949 in Hamburg evangelische Theologie zu studieren. 1950 war er kaufmännischer Lehrling in einem Industriebetrieb, und 1951 arbeitete er für ein halbes Jahr als Landarbeiter in England. Ab 1952 setzte er sein Theologiestudium an der Universität Tübingen fort. 1953 konvertierte er zum Katholizismus und wechselte zum Studium der Philosophie und Psychologie an die Universität München. 1956 brach er sein Studium endgültig ab und wurde freier Schriftsteller.

Sein Romandebüt Anfrage erschien 1960 im Claassen-Verlag und war ein großer Erfolg. Marcel Reich-Ranicki sah in dem Buch den lang ersehnten
Schrei des Schmerzes und der Verzweiflung, der Schande und der Empörung. […] Dieses Buch ist leidenschaftlich und rücksichtslos, radikal und aggressiv, zornig und hemmungslos. Und es ist gleichzeitig unreif, oft sehr naiv, unbeholfen, mitunter sentimental und melodramatisch. […] Ein heiserer Schrei, gewiß, doch ein erschütternder Schrei, dessen Ehrlichkeit nicht bezweifelt werden kann.
Zur Neuausgabe im Jahr 2023 schrieb Ulrich Gutmair in der taz:
Vielleicht spricht gerade dieses Vergessen paradoxerweise vom Erfolg des Buchs: Es hat dazu beigetragen, eine Debatte auszulösen. Nun wurde in der Bundesrepublik über die verdrängten Verbrechen gesprochen, 1964 begannen in Frankfurt am Main die Auschwitz-Prozesse. Dass „Anfrage“ heute nicht zum literarischen Kanon zählt, lässt sich als Hinweis darauf lesen, wie stark der Impuls war, die Verdrängung selbst verdrängen zu wollen – in Ost wie West. Geisslers „Anfrage“ war zu unbequem, zu radikal, zu aggressiv.
In den folgenden Jahren (bis 1959) war Geissler Mitarbeiter beim Norddeutschen Rundfunk und produzierte dort erste Rundfunk- und Fernsehsendungen. Von 1960 bis 1964 war er Redakteur der Werkhefte katholischer Laien. 1962 trat er aus der Katholischen Kirche aus. In den Jahren 1962 bis 1968 war er Mitglied des „Kuratoriums der Kampagne für Abrüstung und Ostermarsch“; von 1965 bis 1968 Redakteur der linken Literaturzeitschrift Kürbiskern. 1967 trat er in die illegale Kommunistische Partei Deutschlands (KPD) ein, die er 1968 wieder verließ, da er den Kurs der geplanten und 1968 vollzogenen Neugründung Deutsche Kommunistische Partei (DKP) nicht billigte. Dass sich die DKP auf das Grundgesetz für die Bundesrepublik Deutschland verpflichtete, das „Grundgesetz des Eigentums“, wie Geissler es nannte, war für ihn nicht tragbar. Er sympathisierte mit der Terrororganisation RAF.

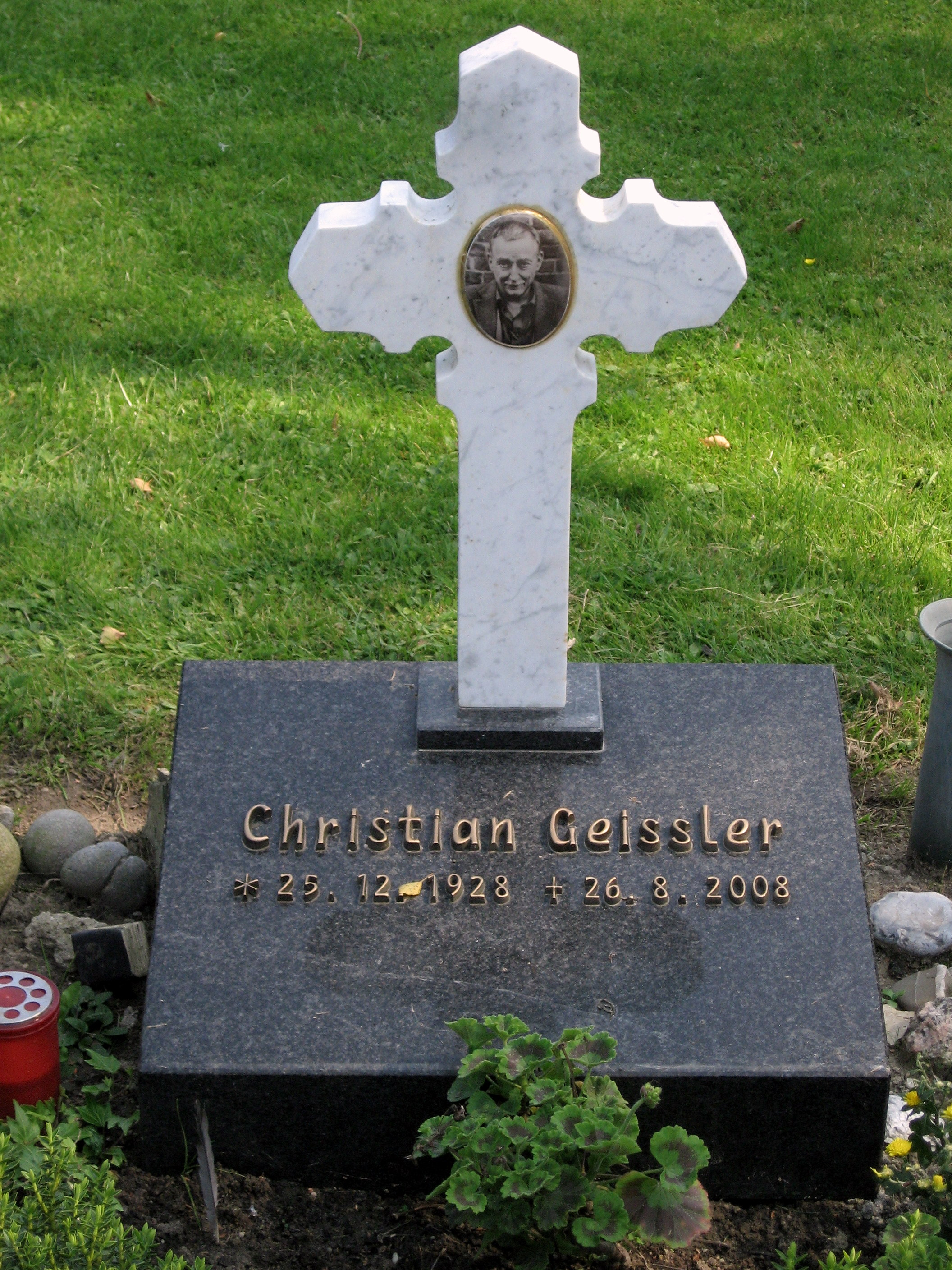
Grabstelle des Schriftstellers Christian Geissler auf dem Friedhof der Reformierten Kirche in Ditzumerverlaat im Rheiderland (Ostfriesland)

Ab 1969 arbeitete Geissler als Dokumentarfilmer; von 1972 bis 1974 war er Dozent an der Deutschen Film- und Fernsehakademie in Berlin. Ab 1973 engagierte er sich im Hamburger Komitee gegen Folter an politischen Gefangenen in der BRD. Bis Ende der Siebzigerjahre lebte er in Hamburg, danach an wechselnden Orten im In- und Ausland. Von 1985 bis 2004 lebte er in Ostfriesland, danach wieder in Hamburg. Er war von 1971 bis zu seinem Austritt 1976 Mitglied des PEN-Clubs.
Sein Sohn Benjamin Geissler (* 1964) ist ebenfalls als Dokumentarfilmer tätig.

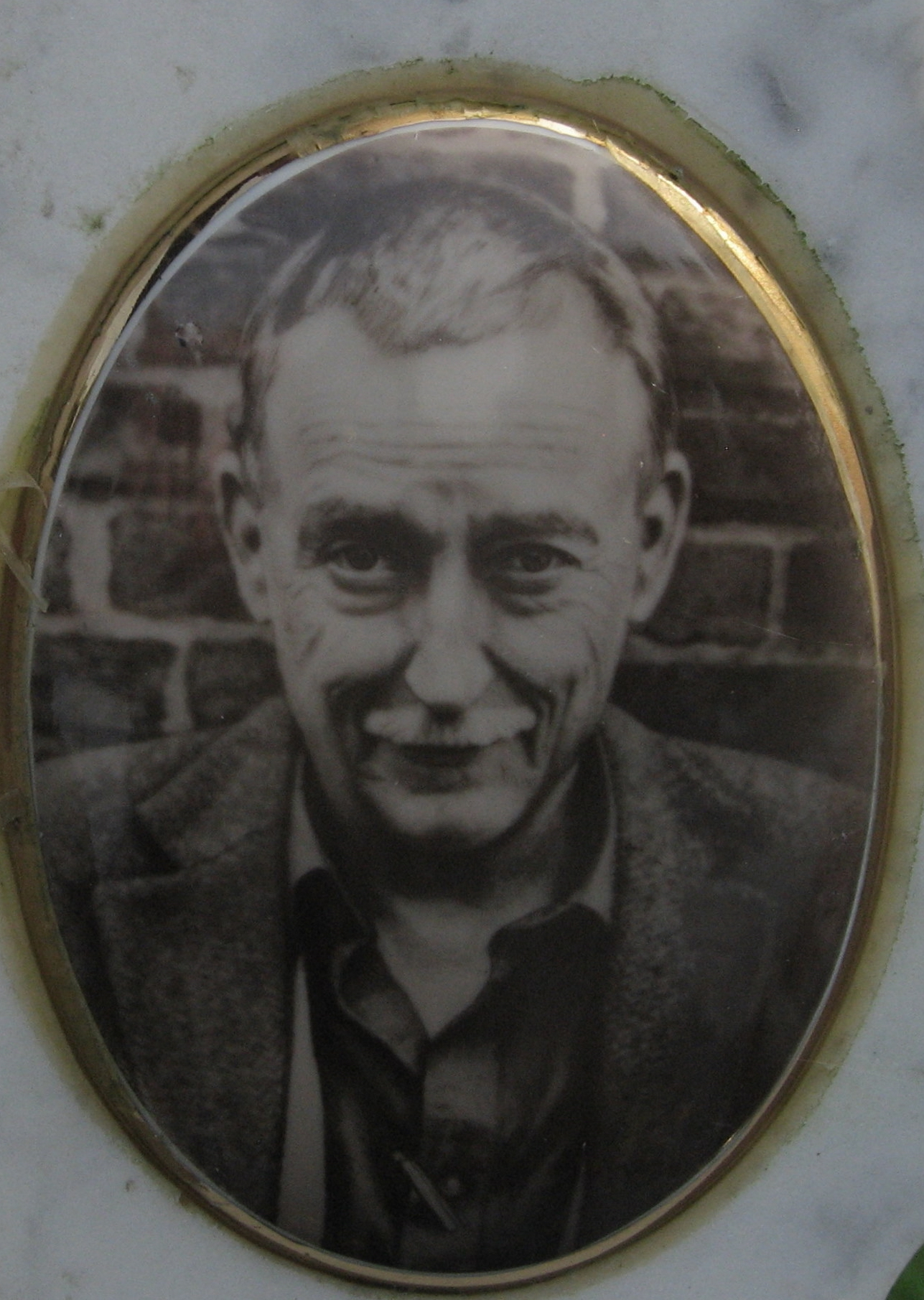
Porträt des Schriftstellers Christian Geissler auf seinem Grabkreuz. (Porzellanbild)

In den 80er Jahren hatte sich Geissler der antiimperialistischen Linken politisch und künstlerisch stark angenähert. Der Roman Kamalatta von 1988 war eine literarische Auseinandersetzung mit dem bewaffneten Kampf der RAF. Jochen Schimmang schrieb 2019 angesichts der Neuausgabe des Romans:
Geissler unterschlägt das nicht, die Frage warum „wir“ so wenige sind, wird von verschiedenen Akteuren des Romans immer wieder mal gestellt. Das vielstimmige „wir“ ist neben der praktischen Arbeit überhaupt vornehmlich damit beschäftigt, Argumente, Zweifel, Ermutigungen, auch Verzweiflungen miteinander auszutauschen.
1989 beteiligte sich Geissler an Solidaritätsaktionen, die den Hungerstreik der Gefangenen aus der RAF begleiteten. Es ging um bessere Haftbedingungen und ein Ende der Isolierung im Gefängnis. In der Schrift „Dissonanzen der Klärung“ machte Geissler auch politische Differenzen mit Teilen der Antiimperialistischen Linken zum Gegenstand seiner literarischen Arbeit. Bis wenige Jahre vor seinem Tod verteidigte Geissler auf Podien und bei Diskussionsveranstaltungen den bewaffneten Kampf als eine Form linker Politik. Dabei zog er immer wieder historische Vergleiche. Für ihn ist die kampflose Kapitulation der Arbeiterbewegung vor dem NS-Regime das Grundtrauma, mit dem er sich sowohl in der Literatur als auch in seiner politischen Arbeit immer wieder beschäftigte.
Christian Geisslers Werk, das Romane, Gedichte, politische Publizistik, Fernsehspiele und Hörspiele umfasst, dokumentiert die Entwicklung eines engagierten Autors vom linkskatholischen Gesellschaftskritiker der frühen Sechzigerjahre zum Kommunisten und Antiimperialisten, der in den 1970er Jahren einen auch sprachlich äußerst eigenwilligen Weg eingeschlagen hat. Die Veröffentlichungen der Neunzigerjahre bekräftigten mit ihrer zunehmenden Verrätselung Geisslers Stellung als die eines Außenseiters innerhalb der deutschsprachigen Gegenwartsliteratur.

In seiner letzten öffentlich gehaltenen Rede, MAIDEUTSCH. Rede zum Tag der Befreiung (2005) beschäftigte er sich wieder mit der Schuld und der Verantwortung der Deutschen:
ich konnte keinen freiheitsschrei.
ich konnte keinen freudentanz im mai fünfundvierzig.
ich mochte können den tod.

woher?
Geissler erlag einem Krebsleiden.
Der autobiografische Roman seiner Ehefrau Sabine Peters, Feuerfreund (Göttingen 2010) beschreibt – kaum verschlüsselt – das gemeinsame Zusammenleben und die Reaktion der Protagonistin auf den Tod des langjährigen Weggefährten.

## Zitat
„Es gibt in Christian Geisslers Werk eine Empörung gegen Unrecht, die den frühen Ausdruck ‚heiliger Zorn‘ verständlich macht: Zorn in diesem Sinn ist mitnichten fühllos, lebensmüde oder destruktiv. Es durchbricht die Anästhesierung, die Lähmung. Er beflügelt.“

2012 gründeten Autoren, Freunde und Weggefährten Geisslers die Christian Geissler Gesellschaft, die sich unter anderem für eine Neuausgabe der Werke engagiert. Im Frühjahr 2013 erschien im Verbrecher Verlag eine Neuausgabe von Wird Zeit, dass wir leben. Geschichte einer exemplarischen Aktion als Auftakt einer Werkausgabe (eine vormals geplante Werkausgabe im Rotbuch Verlag in den 80er Jahren kam nicht über die Publikation eines Bandes, Das Brot mit der Feile, 1986 erschienen, hinaus) für das der Hamburger Journalist Detlef Grumbach ein Nachwort über die historischen Grundlagen des Romans verfasst hat. Grumbach ist Vorsitzender der Gesellschaft.

## Sonstiges
Sein Nachlass befindet sich im Fritz-Hüser-Institut für Literatur und Kultur der Arbeitswelt in Dortmund.

## Werke (Auswahl)

### Bücher
- Anfrage. Claasen, Hamburg 1960.
  - 1961 Lizenzausgabe, Aufbau, Berlin (DDR), 1961.
  - 1962 engl. als The Sins of the fathers, übers. von James Kirkup
  - 1963 franz. La Honte des fils, übers. Nicole und Michael Riom, Gallimard, "Du monde entier"
  - 2023 Neuausgabe, herausgegeben und mit einem Nachwort von Detlef Grumbach. Verbrecher Verlag, Berlin 2023, ISBN 978-3-95732-551-8.
- Als Herausgeber (Nachwort): Das Dritte Reich mit seiner Vorgeschichte, 1918–1945. Langewiesche & Brandt, Ebenhausen bei München, 1961. Teil der Reihe Lesewerk zur Geschichte.
- Schlachtvieh. Claasen, Hamburg 1963.
- Kalte Zeiten. Erzählung, nicht frei erfunden. Claassen, Hamburg 1965.
  - Neuausgabe (zusammen mit Schlachtvieh) mit einem Nachwort von Michael Töteberg, Verbrecher Verlag, Berlin 2015, ISBN 978-3-95732-016-2
- Wie aus Mitläufern freie Menschen werden können. Pahl-Rugenstein, Köln 1965.
- Ende der Anfrage. Rütten & Loenig, München 1967 [Über die Tötungsanstalt Hartheim]
- Das Brot mit der Feile. Roman, Bertelsmann, Gütersloh u. a. 1973. Neuausgabe mit einem Nachwort von Ingo Meyer, Verbrecher Verlag, Berlin 2016, ISBN 978-3-95732-201-2, Neuausgabe mit einem Nachwort von Ingo Meyer, Verbrecher Verlag, Berlin 2016, ISBN 978-3-95732-201-2
- Wird Zeit, daß wir leben. Geschichte e. exemplar. Aktion, Rotbuch, Berlin 1976. Neuausgabe mit einem Nachwort von Detlef Grumbach, Verbrecher Verlag, Berlin 2013, ISBN 978-3-943167-19-1
- Die Plage gegen den Stein. Rowohlt, Reinbek bei Hamburg 1978.
- Im Vorfeld einer Schußverletzung. Gedichte von Juli 77 bis März 80, Rotbuch, Berlin 1980.
- Spiel auf Ungeheuer. Gedichte von April 80 bis November 82, Rotbuch, Berlin 1983.
- Kamalatta. Romanfragment, Rotbuch, Berlin 1988. Neuausgabe, Verbrecher Verlag, Berlin 2018, ISBN 978-3-95732-343-9.
- Dissonanzen der Klärung – an die Genossinen und Genossen der roten Armee Fraktion. Zapata Buchladen, Kiel 1990.
- Prozeß im Bruch. Schreibarbeit Februar 89 bis Februar 92, Musik mit Singstimme und Trommel, Messungen und Messer, Edition Nautilus, Hamburg 1992, ISBN 3-89401-206-4.
- Wir erklären die Feindschaft. Romanfragment, erschien 1992 als "Sonntagsgeschichte" im Neuen Deutschland[14]
- Wildwechsel mit Gleisanschluß – Kinderlied. Rotbuch, Hamburg 1996, ISBN 3-88022-510-9.
- Klopfzeichen. Gedichte von 83 bis 97, Hamburg 1998, ISBN 3-88022-687-3.
- vogel schatten kreisen kuss, gedichte. edition zapata, Kiel 1999.
- ein Kind essen. liebeslied. Rotbuch-Verlag, Hamburg 2001, ISBN 3-88022-695-4.
- Schwarzdeutsch. Mit Holzschn. von Jean-Jacques Volz, SchwarzHandPresse, Flaach 2006. Eine Mappe mit Texten und Holzschnitten.
- aus den klopfzeichen des kammersägers. Ausgewählte Gedichte. Holzschnitte von Jean-Jaques Volz, Mappe, Flaach 2008.
- Ein Boot in der Wüste [Ein Reader mit teilw. unveröffentl. Texten, hg. v. Detlef Grumbach und Sabine Peters], Verbrecher Verlag, Berlin 2020, ISBN 978-3-95732-449-8

Als Herausgeber:
- Das Dritte Reich: Von Hitlers Mein Kampf zur Atombombe. 1918–1945. München 1968. Reihe Lesewerk zur Geschichte. Goldmann Verlag München Teil 9.

### Hörspiele
- Eine alte Frau geht nach Hause. WDR 1956.
- Es war ganz einfach Liebe. Regie: Otto Kurth. WDR 1957.
- Träumen ist billiger. Regie: Friedhelm Ortmann. WDR 1957.
- Die Kinder von Gallatin. Regie: Raoul Wolfgang Schnell. WDR 1957.
- Urlaub auf Mallorca oder Der Tod des Dr. Stein. Regie: Fritz Wilm Wallenborn. BR 1958.
- Ende der Anfrage. Regie: Hans Bernd Müller. SWR 1965.
- Jahrestag eines Mordes. Regie: Dieter Munck. SWF 1968.
- Verständigungsschwierigkeiten. Regie: Hermann Naber. SWF 1969.
- Taxi Trancoso. Regie: Hermann Naber. SWF 1993.
- Unser Boot nach Bir Ould Brini. Regie: Hermann Naber. SWR 1993 (Hörspielpreis der Kriegsblinden, Hörspiel des Jahres).
- Walkman Weiß Arschloch Eins A – Hörspiel aus meinem Dorf. Regie: Hermann Naber. SWF 1994.
- Wanderwörter. Regie: Ulrich Lampen. SWR 2001.
- Zwillingsgassen. Regie: Ulrich Lampen. SWR 2003.
- Ohren Aufbohren. Monolog der Schurkenfrau. Regie: Ulrich Lampen. SWR 2011.

## Auszeichnung
- 1972 eine ehrende Anerkennung beim Adolf-Grimme-Preis
- 1973 den Adolf-Grimme-Preis mit Bronze (für die Sendung Wir gehen ja doch zum Bund – Arbeiter unter 18)
- 1988 den Irmgard-Heilmann-Preis
- 1993 den Hörspielpreis der Kriegsblinden
- 1999 den Niedersächsischen Kulturpreis für Literatur für sein Gesamtwerk
- 2002 die Dr. Manfred Jahrmarkt Ehrengabe der Deutschen Schillerstiftung von 1859

## Belege
1. ↑  „Die Grundhaltung eines radikalen Antifaschisten“. Detlef Grumbach im Interview der taz vom 29. Mai 2024
2. ↑  Findbuch Fritz-Hüser-Institut
3. ↑  Christian Geissler. Abgerufen am 12. Januar 2024 (deutsch).
4. ↑  »Anfrage« – Neuausgabe 2023. In: Christian-Geissler-Gesellschaft e. V. Abgerufen am 12. Januar 2024 (deutsch).
5. ↑  Ulrich Gutmair: Roman aus dem Jahr 1960: Die Schuld der bequemen Ratlosigkeit. In: Die Tageszeitung: taz. 28. Juli 2023, ISSN 0931-9085 (taz.de [abgerufen am 12. Januar 2024]).
6. ↑  Detlef Grumbach: Chronist des Widerstandes, Zeitung Unsere  Zeit, 16. September 2016, S. 11.
7. ↑  »Begreifen, daß Krieg ist, und sich entscheiden«. In: Der Spiegel. 19. März 1989, ISSN 2195-1349 (spiegel.de [abgerufen am 12. Januar 2024]).
8. ↑  Jochen Schimmang: Christian Geisslers politischer Roman „kamalatta“. In: FAZ.NET. 18. Januar 2019, ISSN 0174-4909 (faz.net [abgerufen am 12. Januar 2024]).
9. ↑  Ein Boot in der Wüste – Verbrecher Verlag. Abgerufen am 12. Januar 2024 (deutsch).
10. ↑  Christian Geissler gestorben. Abgerufen am 12. Januar 2024.
11. ↑  Christian Geissler Gesellschaft
12. ↑  Verbrecherverlag, Berlin
13. ↑  Findbuch zum Nachlass von Christian Geissler (PDF; 2,5 MB), auf christian-geissler-gesellschaft.de
14. ↑  Der sture Blick In: junge Welt, 27. September 2019, S. 10.

| Personendaten    | Personendaten            |
| ---------------- | ------------------------ |
| NAME             | Geissler, Christian      |
| KURZBESCHREIBUNG | deutscher Schriftsteller |
| GEBURTSDATUM     | 25. Dezember 1928        |
| GEBURTSORT       | Hamburg                  |
| STERBEDATUM      | 26. August 2008          |
| STERBEORT        | Hamburg                  |